# Теологія вільної благодаті
Теологія вільної благодаті — це богословська доктрина, яка вважає, що спасіння відбувається тільки через віру в Ісуса, і відкидає будь-який зв'язок між спасінням і освяченням. Він проводить різку різницю між тим, щоб бути віруючим або спасенним, і бути послідовником Ісуса. Таким чином можна спастися і жити глибоко грішним життям. 
Прихильники теології вільної благодаті стверджують, що добрі справи ведуть до винагороди від Бога, але вони не мають нічого спільного з нашим спасінням. Традиційне лютеранське богослов'я відрізняється від теології вільної благодаті тим, що вважає освячення і добрі справи наслідком спасительної віри.